# Azaïls
Azaïls (în arabă لغزايل) este o comună din provincia Tlemcen, Algeria.
Populația comunei este de 7.527 de locuitori (2008).